# Proneptunea
Proneptunea là một chi ốc biển, là động vật thân mềm chân bụng sống ở biển trong họ Buccinidae.

## Các loài
Các loài trong chi Proneptunea gồm có:
- Proneptunea rossiana Dell, 1990[2]
- Proneptunea rufa Oliver & Picken, 1984[3]
- Proneptunea subfenestra Oliver & Picken, 1984[4]